# António Borges d'Almeida
António Aníbal Borges d'Almeida (né le 25 avril 1898 à Figueiró da Granja, mort le 20 juin 1959 à Rio de Janeiro) est un cavalier portugais de saut d'obstacles.

## Carrière
António Borges participe aux Jeux olympiques de 1924, à Paris. Borges, avec son cheval Reginald, termine cinquième de l'épreuve individuelle, il est le meilleur cavalier portugais. Avec José Mouzinho et Hélder de Souza, l'équipe portugaise remporte la médaille de bronze de l'épreuve par équipe.